# حسين الفالي
السيد حسين بن أحمد الموسوي الفالي. هو رجل دين شيعي إيراني، ومن الخطباء الحسينيين المعروفين، والمبلّغين الناشطين في القنوات الفضائية باللغتين العربية والفارسية. وهو كذلك أحد أعضاء مكتب المرجع صادق الحسيني الشيرازي، ووكلاء المرجع المذكور. اعتقلته السلطات الإيرانية في التاسع من مارس / آذار 2014 م، وهو في مطار الإمام الخميني الدولي منتظراً الإقلاع إلى الكويت إذ أُعلم أنه ممنوع من الخروج من البلاد، ثمّ تعرّض للتوقيف والحجز بعد ذلك. أعقب اعتقاله دون توضيح الأسباب موجة استنكار من جهات متعددة دينية وحقوقية.

## مؤلفاته
- البدر الأزهر في مناظرات ليالي پيشاور. ترجمة لكتاب ليالي پيشاور (بالفارسية: شب‌های پیشاور) من الفارسية إلى العربية، ومؤلف الأصل هو سلطان الواعظين الشيرازي.